# Санта Корина (Милано)
Санта Корина је насеље у Италији у округу Милано, региону Ломбардија.
Према процени из 2011. у насељу је живело 1098 становника. Насеље се налази на надморској висини од 99 м.